# Datew Hagopian
Datew (imię świeckie Hracz Hagopian, ur. 1966 w Mosulu) – duchowny Apostolskiego Kościoła Ormiańskiego, od 2011 biskup Bukaresztu.

## Życiorys
Święcenia kapłańskie przyjął 18 lutego 1993. Sakrę biskupią otrzymał 6 listopada 2011.